# Chorthippus apricarius
Chorthippus apricarius es una especie de saltamontes de la familia Acrididae.  

## Distribución
Se distribuye por Europa.